# Ibarac
Ibarac (cyr. Ибарац) – wieś w Czarnogórze, w gminie Rožaje. W 2011 roku liczyła 3194 mieszkańców.